# Catalaodes
Catalaodes is een geslacht van vlinders van de familie snuitmotten (Pyralidae), uit de onderfamilie Epipaschiinae.

## Soorten
- C. analamalis (Viette, 1960)
- C. cyanifusalis Marion, 1955
- C. malgassicalis Viette, 1953